# Acholeplasma parvum
Acholeplasma parvum è una specie di batterio appartenente alla famiglia delle Acholeplasmataceae.